# Pier Luigi Nava
Pier Luigi Nava SMM (ur. 7 lipca 1953 w Leffe) – włoski duchowny rzymskokatolicki, montfortanin, urzędnik Kurii Rzymskiej, od 2018 podsekretarz Kongregacji ds. Instytutów Życia Konsekrowanego i Stowarzyszeń Życia Apostolskiego.

## Życiorys
28 kwietnia 1978 złożył śluby zakonne. Święcenia kapłańskie przyjął 17 marca 1979. 27 listopada 2018 został mianowany podsekretarzem Kongregacji ds. Instytutów Życia Konsekrowanego i Stowarzyszeń Życia Apostolskiego.